# Limperg Instituut
Het Limperg Instituut is een samenwerkingsverband tussen vijf universiteiten en de KNBA, dat zich bezighoudt met de accountantsopleidingen. Het werd opgericht in 1978 en is vernoemd naar de hoogleraar Théodore Limperg, die een belangrijke rol speelde bij de ontwikkeling van het accountantsberoep in Nederland.

## Samenwerkingsverband
Het Limperg Instituut is ondergebracht bij de Vrije Universiteit Amsterdam, maar het is een samenwerkingsverband tussen:
- Vrije Universiteit Amsterdam
- Universiteit van Amsterdam
- Erasmus Universiteit Rotterdam
- Universiteit van Tilburg
- Nyenrode Business Universiteit
- Koninklijke Nederlandse Beroepsorganisatie van Accountants

## Taken
De doelstellingen van het Instituut waren oorspronkelijk:
- initiëren en uitvoeren van wetenschappelijk onderzoek op het gebied van accountancy en aanverwante terreinen;
- stimuleren en coördineren van het onderzoek van de deelnemende instituten;
- stimuleren van de accountancy-opleidingen;
- verzorgen van publicaties op het terrein van de accountancy.

In 2001 werden de taken van het Instituut ingeperkt. Sindsdien houdt het zich bezig met:
- initiëren en faciliteren van een landelijke opleiding voor wetenschappelijke onderzoekers op het gebied van accounting en auditing in de vorm van postdoctorale cursussen;
- fungeren als platform voor contacten tussen onderzoek en praktijk;
- organisatie van symposia over onderwerpen uit de bedrijfseconomie of de accountancy.